# خبر خوب (فیلم ۱۹۳۰)
خبر خوب (انگلیسی: Good News) یک فیلم سینمایی آمریکایی در ژانر موزیکال محصول سال ۱۹۳۰ و به کارگردانی نیک گریندی می‌باشد. این فیلم بر پایه نمایشی با همین نام ساخته شده است. بسی لاو، کلیف ادواردز، فرانک مک‌گلین، لولا لین و پنی سینگلتون از بازیگران این فیلم هستند.
از این فیلم هیچ اثری باقی نمانده است.